# 肯尼迪回合
肯尼迪回合指关贸总协定于1964年5月至1967年6月在瑞士日内瓦举行的第六轮多边贸易谈判，时任美国总统约翰·肯尼迪根据1962年美国《贸易拓展法》提议召开此轮谈判，因此称作“肯尼迪回合”。
肯尼迪回合是1973年之前关贸总协定历次谈判中最广泛、最复杂的一次，占世界贸易总额约75%的54个国家参加。
此次谈判首次涉及了非关税壁垒，关贸总协定第六条虽然规定了反倾销和反补贴税的定义、征收这两类税种的要件和幅度，但各贸易国为保护本国产业，滥用总协定第六条的情况时常发生。
肯尼迪回合制定了世界贸易史上第一个反倾销协议，即总协定第六条的实施细则。美、英、日等21个贸易国签署了该协议，该协议于1968年7月1日生效。 